# 서호정
서호정(1982년 2월 23일~)은 대한민국의 기자이다. 대한민국의 축구에 다루며, 《썰호정》이라는 개인 유튜브 채널을 운영 중이다.

## 경력
- 2011년~2013년: 풋볼리스트 기자